# Johann Wahl
Johann Wahl (ur. 11 grudnia 1682 w Gdańsku, zm. 13 czerwca 1757, tamże) był burmistrzem i burgrabią Gdańska.

## Życiorys
Urodził się jako syn Salomona Wahla, rajcy, i jego żony Florentyny, z d. Schrader. Ukończył Gdańskie Gimnazjum Akademickie, zapewne odbył też studia wyższe. Od 1708 był żonaty z Adelgundą Konkordią, córką rajcy Carla Ehlera. 1707 został sekretarzem Rady Miejskiej, 1719 ławnikiem, 1723 rajcą, a 1727 sędzią. Aktywnie reprezentował Gdańsk na sejmikach generalnych Prus Królewskich. Od 1735 do śmierci był jednym z czterech burmistrzów. W latach 1738, 1746, 1748 i 1749 sprawował dodatkowo funkcję burgrabiego.
W czasie wojny o sukcesję polską w latach 1733-34 i oblężenia Gdańska przez wojska rosyjskie i saskie, został wyznaczony przez Radę Miejską (wraz ze swoim szwagrem Carlem Gottliebem Ehlerem) do uzgodniania z królem Stanisławem Leszczyńskim posunięć dotyczących obrony miasta. Następnie (z Nathanaelem Gottfriedem Ferberem) posłował do dowódcy oblegających Burkharda Münnicha w celu ustalenia warunków kapitulacji Gdańska. Później stanął na czele sześcioosobowej deputacji gdańskich ordynków, wysłanej do carycy Anny by zabiegać o zmniejszenie narzuconej miastu kontrybucji. Przebywając w Petersburgu został zaocznie obrany burmistrzem Gdańska. Misja ta tylko częściowo zakończyła się powodzeniem.
Jako burmistrz zdecydowanie bronił uprzywilejowanej pozycji Rady Miejskiej wobec skupionej w Trzecim Ordynku opozycji rzemieślniczo-kupieckiej w połowie stulecia. W 1751 został wezwany na dwór do Drezna i tam na prawie rok zatrzymany w areszcie domowym. Dopiero to skłoniło rajców do ustępstw.
Po śmierci pochowany w kościele Mariackim w Gdańsku.